# Petalangan
Les Petalangan sont une communauté coutumière d'Indonésie qui habite le kabupaten de Pelalawan, dans la province de Riau, dans l'est de l'île de Sumatra. Leurs villages se trouvent de 60 à 95 kilomètres de Pekanbaru, la capitale provinciale. Ils sont au nombre de 58 400 (1993).
Leur nom vient de talang, une espèce de bambou. Ils se désignent eux-mêmes également par le nom d 'Orang Darat ou "gens de la terre". 
Les Petalangan vivent essentiellement de la pêche et de la récolte de caoutchouc.

## Histoire
D'après leurs traditions, les Petalangan seraient venus de Johor dans le sud de la péninsule Malaise, pour défricher la forêt. Ils seraient alors devenus des sujets des rois de Kampar, puis de Pelalawan. Les sultans de Pelalawan leur auraient reconnu un droit sur ces forêts. Les Petalangan vendaient les produits des forêts aux sultans.

## Coutumes
Les traditions des Petalangan mêlent celles des Minangkabau et des Malais. Certains Petalangan déclarent en effet être d'origine minangkabau. De ces derniers, ils ont en tout cas le système matrilinéaire des suku (clans), dont les noms sont Sengerih, Lubuk, Pelabi, Medang, Piliang, Melayu, Penyabungan et Pitopang. Comme chez les Minangkabau, les biens se transmettent des mères aux filles. Ce sont toutefois les hommes qui s'assurent de l'observance des traditions.

### Gouvernement
Les chefs de suku sont les ninik-mamak, élus par délibération entre les hommes de la famille.  Les ninik-mamak règlent les litiges au sein du suku. En cas de conflit entre suku, les ninik-mamak se réunissent et délibèrent pour trouver une solution. 
À l'origine, le village était dirigé par un batin. Le chef de tous les batin était le monti ajo (en malais, menteri raja, c'est-à-dire "ministre du roi"), un titre qui provenait du sultanat de Pelalawan. Le monti ojo était élu par ses pairs batin.
Aujourd'hui, les villages sont dirigés par des kepala desa et les batin n'ont plus qu'une fonction symbolique.

### Mariage
Le mariage est interdit entre personnes d'un même suku. Le mariage recommandé est celui appelé pulang ke bako, dans lequel l'homme épouse une fille de son oncle maternel. L'homme marié habite près de ses beaux-parents. 
Les Petalangan ont une préférence pour le mariage avec une personne du même village.
Les ninik-mamak jouent un rôle important dans le mariage. Ce sont ceux de la famille du garçon qui demandent la main de la fille à sa famille. La demande est ensuite discuter entre les ninik-mamak des deux familles, et décident alors de la date et du lieu du mariage.

## Religion
Les Petalangan sont musulmans. Ils croient en outre qu'un esprit habite les animaux et les plantes. Ils ne voient pas de contradiction entre ces croyances et l'islam.

## Langue
Les Petalangan parlent le dialecte malais de Kampar. Ils utilisent l'indonésien pour communiquer avec les étrangers.

## Sources
- (en) Ethnographic background of the Petalangan society